# Shines
Shines är den engelska benämningen på solistiska stegkombinationer i salsa. I brist på en bra svensk motsvarighet till ordet används vanligen den engelska beteckningen, oftast i plural.
Vissa kombinationer av shines tilldelas namn och utförs på liknande sätt världen över, även om de förändras avsevärt från en salsastil till en annan. Som exempel kan nämnas Suzie-Q, Pachanga step och Half flare.
När salsan dansas som pardans kan partnerna under en del av dansen släppa varandra och utföra shines för varandra, till exempel på ett utmanande eller lekfullt sätt. I koreografisk salsa utgör shines ofta en viktig beståndsdel.